# クウェート都市高速輸送システム計画事業
クウェート都市高速輸送システム計画事業（クウェートとしこうそくゆそうシステムけいかくじぎょう、英: Kuwait Metropolitan Rapid Transit System Project）は、クウェート国で開発かつて計画されていた都市鉄道網である。
この計画は何度も先送りにされ、2023年に資金不足のため公式に中止が発表された。

## ルート
69駅の総延長160kmとなる、4路線を5段階で建設する予定であった。
- 1号線：23.7km、19駅、+57.3km延伸予定[5]
- 2号線：21km、27駅、+16.4km延伸予定[5]
- 3号線：24km、15駅[5]
- 4号線：22.7km、17駅[5]

## 建設計画
政府の共同技術局 (Partnerships Technical Bureau) が、PPP契約書を利用して2012年に調達を開始した。1号線の2020年運行開始予定で、2016年からの建設が現在予定されていた。
2023年に、KAPP（クウェート・パートナーシップ・プロジェクト庁）の最高委員会は、クウェート都市高速輸送システム計画事業を中止することを決定した。この決定は、庁の理事会によって承認され、クウェートの内閣によって支持された。監査局によって指摘された通り、このプロジェクトが公的資金に対して大きな行政的および財政的負担を与えていたため、中止が決定された。その負担額は2.152百万クウェート・ディナールであった。